# Neoismus
Neoismus ist ein parodistischer -ismus. Er ist der Name eines subkulturellen Netzwerks künstlerischer Aktionisten und Medienexperimentatoren und steht, in allgemeinerem Sinne, auch für eine praktische Underground-Philosophie. Neoismus arbeitet mit kollektiven Pseudonymen und Identitäten, Streichen und Irritationen, Paradoxen, Plagiaten und Fälschungen. Er hat zahlreiche widersprüchliche Definitionen seiner selbst geprägt, um sich jeder Einordnung und Historisierung zu entziehen.

## Hintergrund
Es gibt keine allgemein anerkannten Definitionen des Neoismus und neoistischer Aktivitäten. Spaltungen innerhalb des neoistischen Netzwerkes hatten sehr unterschiedliche Darstellungen des Neoismus und seiner Geschichte zur Folge. Am bekanntesten ist das Schisma zwischen dem Autor Stewart Home und dem Rest des neoistischen Netzwerks, das sich auch in der Version des Neoismus von Homes Büchern im Unterschied zu diversen neoistischen Ressourcen im Internet niederschlägt.
In nicht-neoistischer Terminologie könnte Neoismus eine internationale Subkultur genannt werden, die in ihren Anfängen an experimentelle Kunst (wie Dada, Surrealismus, Fluxus und Konzeptkunst), Punkkultur, Industrial- und Electropop-Musik, politische und religiöse Freidenkerbewegungen sowie Science-Fiction-Literatur, Pataphysik und spekulative Wissenschaft anknüpfte, solche Traditionslinien aber zugleich zurückwies. Neoisten kamen ferner aus dem Umfeld der Graffiti- und Straßenkunst, der L=A=N=G=U=A=G=E poetry, von Experimentalfilm und -Video, der Mail Art, der frühen Church of the SubGenius sowie schwul-lesbischer Kultur. Später wandelte sich Neoismus von einer aktiven Subkultur zu einem selbstverfassten modernen Mythos. Als Nebeneffekt davon haben seit den späten 1980er Jahren viele subkulturelle, künstlerische und politische Gruppen auf Neoismus Bezug genommen, oft jedoch nur vage, und dadurch seinen Mythos fortgeschrieben.

## Geschichte

### Vorläufer
Das englische Wort Neoism wurde 1914 von dem amerikanischen Satiriker Franklin P. Adams als Parodie moderner Kunst geprägt. In der Kurzgeschichte No Way Back des britischen Science-Fiction-Autors Sydney J. Bounds von 1977 taucht es als Name eines Planeten auf.
1977 erfand der Künstler und Aktionist David Zack die multiple Künstleridentität Monty Cantsin und lud den lettischstämmigen Dichter und Sänger Maris Kundzins sowie den aus Ungarn emigrierten späteren Performance- und Videokünstler Istvan Kantor ein, sie gemeinsam zu gebrauchen. In der Künstlerkommune „Portland Academy“ in Portland (Oregon) um Zack, Kantor, Al Ackerman und Thomas „Musicmaster“ Cassidy sowie Mitglieder des Musikerkollektivs Smegma, 1973 wurde neben Monty Cantsin auch der Name ISM ironisch für die eigene künstlerische Arbeit verwendet. 1979 wurde ISM unter dem Eindruck der Portlander Frauen-Post-Punk-Band The Neo Boys zu „Neoism“ umgeformt.

### Neoistisches Netzwerk
Mit Kantors Umzug nach Montreal (Kanada) im Jahr 1979 wurden Neoismus und die Monty Cantsin-Identität zu einem lokalen und später internationalen Netzwerk weiterentwickelt. Neoismus knüpfte dabei an Strömungen der Mail Art an, denen es nicht um den Austausch von Kunstobjekten ging, sondern um Lebenskünstlertum, Streiche, irritierenden Humor sowie Experimente mit Pseudonymen und Identität, wie sie auch von Kantors Mentoren in der Portland Academy betrieben wurden. Laut Kantor bezeichnet Neoismus schlicht etwas, das sich stets neuerfindet und sich – ähnlich dem multiplen Namen Monty Cantsin – im Laufe der Zeit auf völlig verschiedene Akteure, Praxen und Ästhetiken beziehen kann. Zu Beginn stand Neoismus für die Aktivitäten von Kantors Montrealer Netzwerk junger Subkultur- und Post-Punk-Aktionisten, vergleichbar u. a. mit den Genialen Dilletanten in West-Berlin. Bis in die späten 1980er Jahre konzentrierten sich die Aktivitäten des Neoismus auf Apartment Festivals, die – nach dem von Immigranten wie Kantor, Balint Szombathy, Gabor Tóth und Boris Wanowitch importierten Vorbild osteuropäischer Untergrundkunst – in Privatwohnungen stattfanden. Ihren spektakulärsten Auftritt hatten die frühen Neoisten mit der zum Apartment Festival deklarierten „Neoist Occupation Week“, einer illegalen und konfrontativen Tag-und-Nacht-Besetzung der Montrealer Kunstgalerie Motivation 5 im Oktober 1980. Durch das Netzwerk der Mail Art wurde der Neoismus über Montreal hinaus bekannt. Bereits das dritte Montrealer Apartment Festival im Jahr 1981 bestand zur Hälfte aus Teilnehmern aus Baltimore (USA), die dort seit den späten 1970er Jahren eine anarchistische Subkultur aus experimenteller Musik, Experimentalfilm, Performances, sprachexperimenteller Poesie, Pataphysik und politischem Aktivismus etabliert hatten und in der Folge den zweiten nordamerikanischen Schwerpunkt des Neoismus bildeten. 1982 fand das erste europäische neoistische Festival im Würzburger Schrebergarten des Malers Blalla W. Hallmann statt; organisiert und mit einer Buchpublikation im Eigenverlag dokumentiert durch Peter Below.
Nicht nur wegen der Kollektividentität Monty Cantsin ist die reale Zahl aktiver Neoisten schwer zu bestimmen, sondern auch deshalb, weil neben langjährigen Aktivisten sich auch Mitwirkende an den Festivals temporär als Neoisten begriffen. Typische neoistische Slogans waren „radikales Spiel“ („radical play“/„playfare“) und „die große Verwirrung“ („the great confusion)“. Auch neoistische Publikationen wie das multiple Fanzine SMILE sollten Verwirrung und radikales Spiel verkörpern anstatt bloß beschreiben. So experimentierten sowohl die neoistischen Festivals, als auch neoistische Schriften mit radikaler Unterminierung von Identität, Körpern, Medien und den Kategorien des Eigentums und der Wahrheit. Anders als in typischen postmodernen Strömungen war dieses Experiment praktisch und daher existentiell. Zum Beispiel war Monty Cantsin nicht bloß ein kollektives Pseudonym oder eine mythische Person, sondern eine Identität, die von Neoisten real gelebt wurde. Neben üblichen subkulturell-künstlerischen Medien wie Fanzines, Performance, Super-8-Film und Video wurden zu diesem Zweck auch Computerviren, Lebensmittel (Chapati), flammende Dampfbügeleisen sowie, als telepathische Antennen, Metallkleiderbügel eingesetzt. Mit Thomas Pynchon könnte Neoismus ein „anarchistisches Wunder“ eines internationalen Netzwerks von Exzentrikern genannt werden, die mit oft extremer Intensität unter der gemeinsamen Identität von Monty Cantsin und Neoismus zusammenarbeiteten.

### Varianten und Einflüsse auf andere Subkulturen und Künstler
Schon bald nach seiner Gründung entstanden diverse Varianten und individuelle Spielformen des Neoismus. In den frühen 1980er Jahren proklamierte der Montrealer und spätere Pariser Neoist Reinhard U. Sevol den „Anti-Neoismus“, den andere Neoisten sich aneigneten, indem sie Neoismus zu einer puren Erfindung von Anti-Neoisten erklärten. Der niederländische Neoist Arthur Berkoff bildete die Ein-Mann-Bewegung „Neoismus/Anti-Neoismus/Pregroperativismus“. Al Ackerman erklärte sich zum „Salmineoisten“ (nach dem Filmschauspieler und Sänger Sal Mineo). 1994 gründete Stewart Home die „Neoist Alliance“ als einen okkulten Orden, zu dessen Meister er sich erklärte. Zeitgleich firmierten italienische Aktivisten des Luther-Blissett-Projekts unter dem Namen „Alleanza Neoista“. 1997 organisierte der Kritiker Oliver Marchart einen „Neoistischen Weltkongress“ in Wien, an dem u. a. die Gruppe Monochrom, aber keine der zuvor bekannten und in seinem Buch beschriebenen Neoisten teilnahmen. 2001 fand der erste Neoistische Stadtteilkongress Düsseldorf-Mitte statt. 2004 fand ein internationales „Neoist Department Festival“ in Berlin statt.
Bekannte Künstler, die an neoistischen Festivals und Projekten mitwirkten, sind u. a. der Street-Art-Pionier Richard Hambleton, der Undergroundfilmemacher Jack Smith, der Robotikkünstler Bill Vorn, der Konzeptkünstler Klaus Groh, sowie Model und Filmschauspielerin Eugenie Vincent (I Shot Andy Warhol).
Neoistische Spielformen wie multiple Namen, Plagiate und Pranks gingen in andere Subkulturen ein, wurden dabei oft für Neoismus als solchen gehalten und mit situationistischen Konzepten vermischt. Die Plagiarism- und Kunststreik 1990–1993-Kampagne der späten 1980er Jahre, von Stewart Home kurz nach Verlassen des neoistischen Netzwerk initiiert, gehört hierzu, ferner die Plunderphonics-Musik, die wiedergegründete „London Psychogeographical Association“, die „Association of Autonomous Astronauts“, das Luther-Blissett-Projekt, das Michael K-Projekt, die deutsche Kommunikationsguerilla und, seit den späten 1990er-Jahren, Netzkünstler wie 0100101110101101.org.
Mit ihrem Design-Prank „Consumer’s Rest“ Lounge Chair stellte die „Ein-Mann-Künstlergruppe“ Stiletto Studio,s  1985 auf dem 9. Neoistischen Festival in Ponte Nossa und 1988 auf dem Festival of Plagiarism in Braunschweig eine sub- wie gegenkulturell motivierte Verbindung zwischen neoistisch determinierten Aspekten der Kulturkonsumkritik und designkonsumkritischen Aspekten des Neuen deutschen Designs her. Auch medienkonsumkritische Öffentlichkeitsarbeit zum Aspekt der Interpassivität betrieb sie in neoistischen Kollaborationen.
Andere Künstler, die sich vage auf den Neoismus beziehen, sind die englische Musikgruppe The KLF sowie das Aktionskünstlerpaar Alexander Brener und Barbara Schurz. Seit 2008 treten Sprecher der Hedonistischen Internationale unter dem Namen Monty Cantsin auf.

## Bekannte Neoisten und Anti-Neoisten
| - Al „Blaster“ Ackerman, Portland, Austin und Baltimore - Artemus Barnoz, Montreal - Arthur Berkhoff, Amsterdam und Almelo, Niederlande - John Berndt, Baltimore - Luther Blissett (kollektives Pseudonym) - Kiki Bonbon, Montreal - Zbignew Brethegrehir, Montreal - Monty Cantsin (Multipler Name) - tENTATIVELY, a cONVENIENCE, Baltimore und Pittsburgh - Karen Eliot (Multipler Name) - Graf Haufen, Berlin - Stewart Home, London | - Pete Horobin, Dundee, Schottland - Istvan Kantor, Montreal und Toronto - Florian Cramer, Berlin und Rotterdam - Georg Ladanyi, Berlin - Napoleon Moffat, Montreal - Reinhardt U. Sevol, Montreal und Paris - Stiletto, Berlin - Via Vidorae, Montreal - Boris Wanowitch, Montreal - David Zack, Portland und Mexiko - Gordon W., Toronto und Berlin |

## Zitate
- „Neoism is a prefix and a suffix with no substance in between“ - tENTATIVELY, a cONVENIENCE

- „Neoism is a movement to create the illusion that there's a movement called Neoism.“ „Come, join us. We want war with you.“ - John Berndt

- „If Neoism didn't exist, we would have to NOT create it“ - Artemus Barnoz

- „It is not a matter of describing Neoism but of abolishing“ - Luther Blissett

- „Neoism doesn't exist except in the reactions it creates“ - Roberto Bui / Wu Ming Yi

- „Time is not money and we have plenty of it“ - Kiki Bonbon

- „Plagiarism is Necessary. Progress Implies It. NO MORE MASTERPIECES!“ - Karen Eliot

- „Neoisms not just for Xmas, it's for life!“ - Stewart Home

- „We are the Neoists, do NOT listen to us“ - Monty Cantsin

- „Neoism is conspiracy errorism“ – Stiletto Studio,s